# Fortress Pass, Nunavut
Fortress Pass är ett bergspass i Kanada.   Det ligger i territoriet Nunavut, i den nordöstra delen av landet, 2 800 km norr om huvudstaden Ottawa. Fortress Pass ligger 1 046 meter över havet.
Terrängen runt Fortress Pass är huvudsakligen bergig, men söderut är den kuperad. Trakten runt Fortress Pass är nära nog obefolkad, med mindre än två invånare per kvadratkilometer.. Det finns inga samhällen i närheten. 
Trakten runt Fortress Pass är permanent täckt av is och snö.